# Henry Fontenilliat
Pour les autres membres de la famille, voir Famille Fontenilliat.
Henry Frédéric Fontenilliat est un financier français né à Rouen le 21 septembre 1793 et mort à Paris le 25 octobre 1864.

## Biographie
Fils de l'industriel Philippe Fontenilliat et de Rose Manoury, Henry Fontenilliat épouse en premières noces Marie Sophie Durécu, d'une famille notable d'industriels à Darnetal, puis en 1820, il épouse en secondes noces, Emilie Jenny Mosselman, fille du banquier belge François-Dominique Mosselman. De son second mariage, il a deux filles, Jenny et Camille, respectivement mariée au duc Gaston d'Audiffret-Pasquier et au ministre Auguste Casimir-Perier.

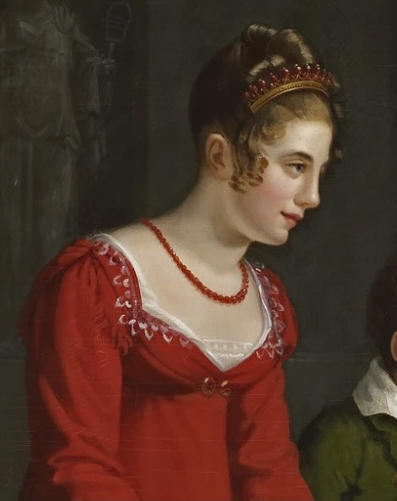
Portrait jeune de Mlle Mosselman, sa seconde épouse.
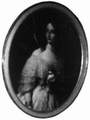
Portrait de sa fille Jenny, duchesse d'Audiffret-Pasquier.
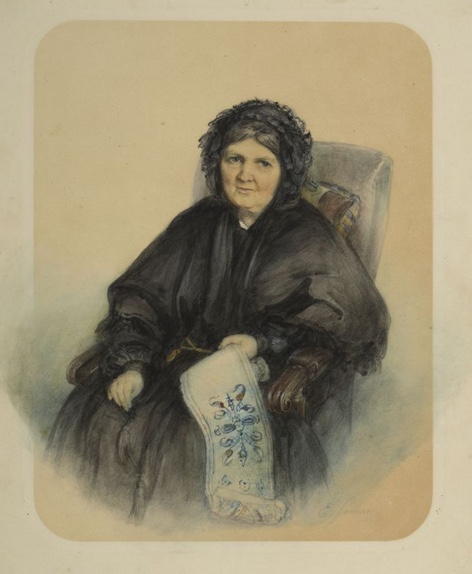
Portrait de sa fille Camille, Mme Casimir-Perier.

En 1825, il succède, avec son frère Édouard, à son père dans la direction de la filature du Vast. Il devient consul de Rouen en 1828. Il est maire de Valcanville de 1822 à 1828.
Henry Fontenilliat quitte la direction de la filature en 1831 et entre alors dans l'administration des finances. Il devient successivement receveur général des finances du département de Saône-et-Loire de 1832 à 1833, de celui de la Loire-Inférieure de 1833 à 1847, puis de la Gironde de 1847 à 1862.
Intéressé dans diverses affaires industrielles et financières, il constitue, avec Le Hon et Mosselman, le groupe majoritaire au sein de la Société des mines et fonderies de zinc de la Vieille-Montagne, et prend part à la création de plusieurs sociétés (Compagnie des docks-entrepôts du Havre, ...). Il est également administrateur de plusieurs sociétés, dont le Crédit foncier (dont il est également censeur), la Compagnie d'assurances générales sur la vie, la Compagnie L'Indemnité, de la Société du Crédit agricole, etc. Il disposait de 400 actions dans la Compagnie du chemin de fer de Paris à Lyon. 
Le 29 janvier 1846, il est élu régent de la Banque de France. Il y siège jusqu'en 1863, où, révoqué par le gouvernement car jugé trop peu docile, il est contraint de céder son fauteuil.
Lorsque le château de Vizille est mis en adjudication en 1862 après la mort d'Adolphe Perier, Henry Fontenilliat en devient alors propriétaire. Il poursuivit les travaux de restauration du château, dont ceux de l'escalier monumental. Il passe ensuite à sa fille, Camille Fontenilliat, et à son gendre, Auguste Casimir-Perier.
Il avait fait construire deux hôtels particuliers jumeaux, avenue des Champs-Élysées à Paris, pour ses deux filles. « Le premier des deux gendres (Audiffret-Pasquier) était, à la Chambre, leader du centre droit, le second (Casimir-Perier) leader du centre gauche. Leurs demeures étaient séparées par une cour qui allait devenir, dans le Paris de 1879, comme la baraque de Pan-Munh-Jonh (Panmunjeom) dans la Corée de 1953 : une zone démilitarisée pour les négociations d'un armistice entre la droite et la gauche. C'est en effet par cette cour qu'allèrent et vinrent les émissaires des deux partis jusqu'à l'accord qui fit du Sénat « le grand conseil des communes de France ». Son petit-fils Jean Casimir-Perier, futur président de la République française, vit le jour en 1847 dans l'un de ces hôtels. Les deux hôtels furent détruits en 1898 pour construire l'hôtel Élysée Palace.
Ayant hérité d'un patrimoine de 1,5 million de francs, il porte son capital à 6,5 millions de francs à son décès.

## Sources
- Romuald Szramkiewicz, Les régents et censeurs de la Banque de France nommés sous le Consulat et l'Empire Droz, 1974.
- Alain Plessis, Régents et gouverneurs de la Banque de France sous le Second Empire, 1985.
- Pierre-François Pinaud, Les receveurs généraux des finances, 1790-1865: étude historique : répertoires nominatif et territorial, Droz, 1990.
- Gustave Chaix d'Est-Ange, Dictionnaire des familles françaises anciennes ou notables à la fin du XIXe siècle. XVIII Fel-For., 1922.